# Руски бизнес
„Руски бизнес“ е руски филм от 1993 г., първата част от трилогията на Михаил Кокшенов.
Това е последната роля на Савелий Крамаров в руското кино и режисьорски дебют на Михаил Кокшенов.

## Сюжет
Началото на 90-те години, времето на формиране на пазарни отношения в нова Русия. Двама нещастни бизнесмени (Михаил Кокшенов и Семьон Фарада) търсят идеи как бързо да направят пари (или по-добре валута) и им хрумва „брилянтна“ идея – решават да организират истинско „руско сафари“ – лов на мечки за чужденци. За целта те разпространяват рекламни листовки за лов, намират клиенти на чуждестранни ловци, наемат офис и наемат вносна кола. В този доходоносен бизнес трябва да им помогнат „ловецът“ – гледачът на санаториума за възрастни хора леля Катя (Наталия Крачковская), и дресьорът чичо Вася (Савелий Крамаров) с циркова мечка на име Гоша. След поредица от приключения всичко завършва добре: и „вълците“ (ловците) са сити (щастливи), и мечката е жива.
Заснемането се провежда на територията на московския парк „Соколники“. Премиерата е през декември 1993 г.

## В ролите
- Савелий Крамаров – чичо Вася
- Михаил Кокшенов – Иван
- Семьон Фарада – Пьотър
- Ирина Феофанова-Маша
- Наталия Крачковская – леля Катя
- Михаил Лебедев – преводач
- Вадим Захарченко – шеф
- Раиса Рязанова – служител на службата по вписванията
- Сергей Николаев – мошеник
- Анатолий Обухов – продавач на лек за плешивост
- Герман Качин – шофьор
- Светлана Аманова – чужденец